# Microsoft Mobile
Microsoft Mobile è stata la divisione di Microsoft che si occupava della produzione di smartphone, fondata in seguito alla acquisizione da parte di Microsoft della divisione Devices & Services (dispositivi e servizi) di Nokia.
Dal mese di giugno 2015 tutte le applicazioni firmate Nokia (eccetto quelle della divisione Here) sono state modificate cambiando l'autore, da "Nokia Corporation" a "Microsoft Mobile Oy" e il marchio, da Nokia a Lumia.
Microsoft ha dichiarato la dismissione della divisione mobile il 13 luglio 2016.
A seguito della cessione del ramo di azienda legato alla produzione di smartphone a HMD Global e di feature phone a FIH Mobile (una società Foxconn), Microsoft Mobile è stata chiusa il 1º ottobre 2017.

## Sistema operativo
Il sistema operativo utilizzato sui dispositivi mobili di Microsoft era Windows Phone, realizzato della stessa Microsoft.
Le versioni utilizzate sugli smartphone Lumia furono Windows Phone 7, Windows Phone 7.5, Windows Phone 7.8, Windows Phone 8, Windows Phone 8.1 e Windows 10 Mobile.

## Smartphone

Il logo della serie Microsoft Lumia

### Lumia
Serie nata sotto il marchio Nokia, è l'unica ad aver adottato il marchio Microsoft. Nella seguente lista sono segnalati i dispositivi aggiornabili a Windows 10 Mobile.
- Nokia Lumia 510 entry level con Windows Phone 7.5.
- Nokia Lumia 520 evoluzione del Lumia 510, è utilizzabile anche con i guanti. Con Windows Phone 8.
- Microsoft Lumia 435 è il Windows Phone più economico. Introdotto con Windows Phone 8.1, è aggiornabile a Windows 10 Mobile.
- Nokia Lumia 521 In esclusiva per il mercato americano
- Nokia Lumia 525 In esclusiva per il mercato africano e asiatico
- Nokia Lumia 530 introdotto con Windows Phone 8.1
- Microsoft Lumia 532 introdotto con Windows Phone 8.1, è aggiornabile a Windows 10 Mobile.
- Microsoft Lumia 535 (2014)

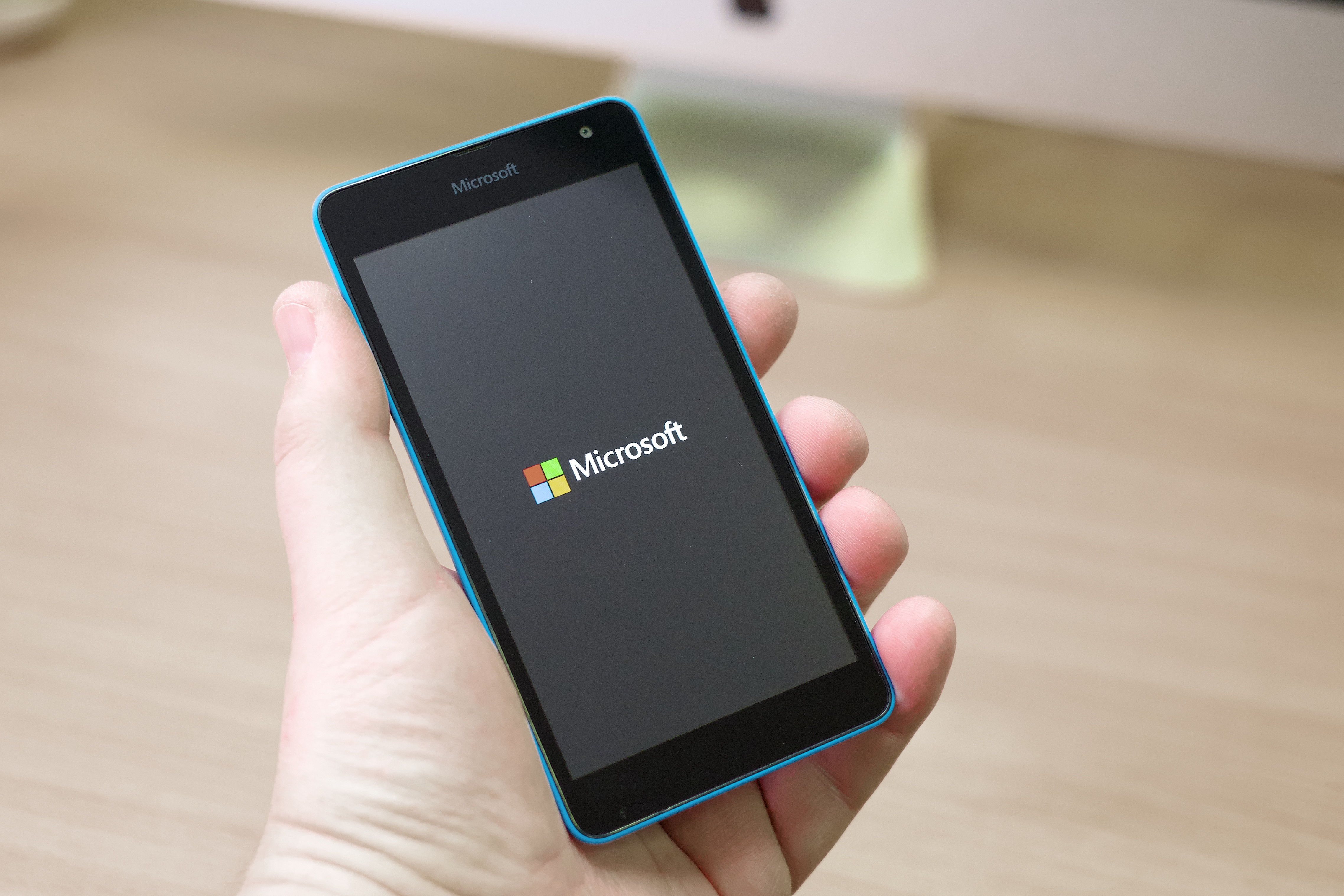
Microsoft Lumia 535 (2014)

- Microsoft Lumia 535 il primo Lumia con marchio Microsoft. Aggiornabile a Windows 10 Mobile.
- Microsoft Lumia 540 variante del 535, in esclusiva per il mercato italiano. Aggiornabile a Windows 10 Mobile.
- Nokia Lumia 610 Dotato di Windows Phone 7.5.
- Nokia Lumia 620 il Lumia più colorato dispone di cover di vari colori intercambiabili. Monta Windows Phone 8.
- Nokia Lumia 625 evoluzione del Lumia 620, fotocamera da 5 MP e schermo da 4,7 pollici. Con Windows Phone 8.
- Nokia Lumia 630 primo smartphone con Windows Phone 8.1. Disponibile anche dual sim.
- Nokia Lumia 635 primo smartphone con Windows Phone 8.1. Aggiornabile a Windows 10 Mobile.
- Nokia Lumia 636 In esclusiva per il mercato asiatico
- Nokia Lumia 638 In esclusiva per il mercato asiaticoMicrosoft Lumia 640 (a sinistra) e Microsoft Lumia 640 XL (a destra)

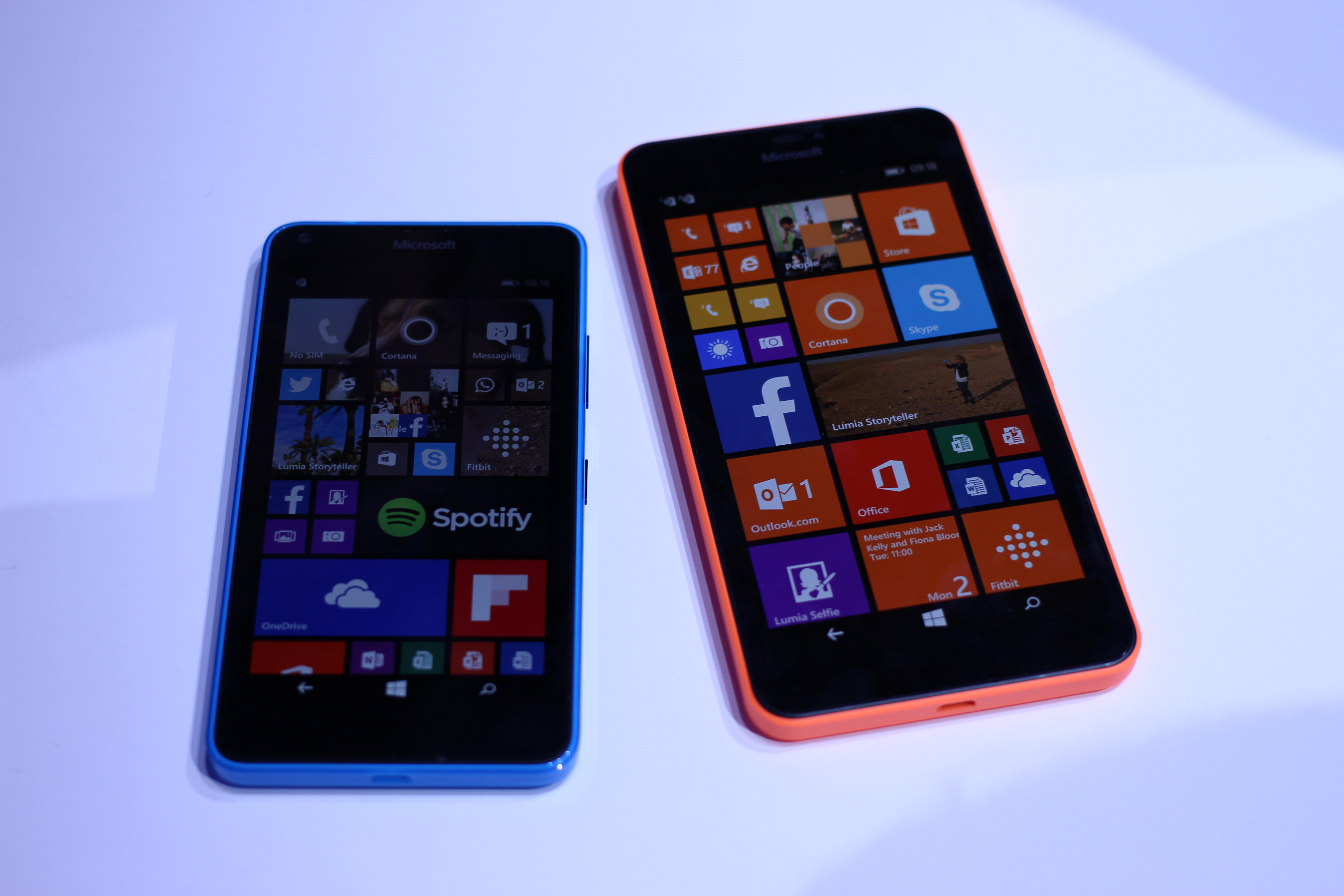
Microsoft Lumia 640 (a sinistra) e Microsoft Lumia 640 XL (a destra)

- Microsoft Lumia 640 dotato di Windows Phone 8.1 con versione Denim; successore dei Lumia 630/635. Aggiornabile a Windows 10.
- Microsoft Lumia 640 XL versione phablet del 640 da 5,7 pollici. Aggiornabile a Windows 10 Mobile.
- Nokia Lumia 710 dotato di Windows Phone 7.5.
- Nokia Lumia 720 evoluzione del Lumia 710, dispone di fotocamera da 6,7 MP, di ricarica wireless e di eleganti cover intercambiabili.
- Nokia Lumia 730 In esclusiva per il mercato americano. Aggiornabile a Windows 10 Mobile.
- Nokia Lumia 735 il Lumia più specifico per i selfie. Aggiornabile a Windows 10 Mobile.
- Nokia Lumia 800 dotato di Windows Phone 7.5 e di un design innovativo.
- Nokia Lumia 810 In esclusiva per il mercato americano.
- Nokia Lumia 820 erede del Lumia 800 da cui eredita la tecnologia AMOLED. Monta Windows Phone 8.
- Nokia Lumia 822 In esclusiva per il mercato americano.
- Nokia Lumia 830 dotato di Windows Phone 8.1 e di una fotocamera da 10 MP. Aggiornabile a Windows 10 Mobile.
- Nokia Lumia 900 evoluzione del Lumia 800, nato con Windows Phone 7.5, con schermo AMOLED da 4,3 pollici.
- Nokia Lumia 920 erede del Lumia 900. È il primo WP dotato di fotocamera con tecnologia Pureview (ereditata dal Nokia 808) di 8,7 MP. È utilizzabile con i guanti e monta Windows Phone 8. È Il primo smartphone a disporre di ricarica wireless.
- Nokia Lumia 925 scocca in alluminio e fotocamera Pureview da 8,7 MP dotata di 6 lenti, più leggero e sottile (8,5 mm) rispetto al 920.
- Nokia Lumia 928 In esclusiva per il mercato americano.
- Nokia Lumia 930 monta Windows Phone 8.1 possiede una scocca in alluminio e una fotocamera da 20 MP. Aggiornabile a Windows 10 Mobile.
- Nokia Lumia 1020 primo Windows Phone 8 con fotocamera PureView da 41 MP, proprio come il Nokia 808.
- Nokia Lumia 1320 secondo phablet Nokia. Monta Windows Phone 8 e ha uno schermo da 6 pollici.
- Nokia Lumia 1520 primo phablet Nokia. Monta sistema operativo Windows Phone 8, ha una fotocamera PureView da 20 megapixel e uno schermo da 6 pollici. Aggiornabile a Windows 10.
- Nokia Lumia 2520 primo tablet Nokia. Essendo ARM monta Windows RT 8.1.
- Microsoft Lumia 950 nato con Windows 10 e utilizzabile come PC attraverso Continuum.
- Microsoft Lumia 950 XL nato con Windows 10 e utilizzabile come PC attraverso Continuum.
- Microsoft Lumia 650 nato con Windows 10 e design ultrasottile (6.9 mm di spessore) e leggero (122 g).
- Microsoft Lumia 550 nato con Windows 10.

### Altro
- Serie Asha (dismessa subito dopo l'acquisizione da parte di Microsoft)